# Transgender Europe
Transgender Europe (TGEU) är en ideell organisation som arbetar för transpersoners rättigheter i Europa och Centralasien. TGEU har 152 medlemsorganisationer i 46 länder i Europa och Centralasien. Idag leds organisationen av två ordföranden och en styrelse. 2023 - 2025 är ordförandena Dinah Bons från Nederländerna och Sarah R Phillips från Irland. Tidigare skandinaviska ordföranden har varit Tanja von Knorring, Finland och Jorge Maria Londoño, Sverige.

## Organisation
TGEU:s högsta beslutande organ är kongressen som samlas vartannat år och består av medlemsorganisationerna. Kongressen väljer en styrelse som leder arbetet mellan kongresserna.
TGEU har sitt huvudkontor i Berlin, Tyskland, med 10 anställda.
Organisationen finansieras av Europakommissionen, Europarådet, Open Society Foundation och nederländska staten.

## Verksamhet
TGEU arbetar för transpersoners rättigheter i samarbete med andra organisationer, bland annat ILGA Europe, ILGA World, Social Platform, GATE - Global action for trans equality, FRP - Fundamental rights platform och Equinet. De arbetar med politiskt påverkansarbete, stöd till transcommunityt och olika typer av projekt.